# Computerschach und Spiele
Computerschach und Spiele (Abkürzung: CSS) war eine Fachzeitschrift, die sich mit Computerschachprogrammen, Schachcomputern und im weitesten Sinne mit Computerschach befasste. Ab dem Jahr 2005 besteht CSS seitdem in veränderter Form als Online-Magazin „CSS Online“.

## Geschichte
Die Zeitschrift wurde von Frederic Friedel (später Mitbegründer der Firma ChessBase in Hamburg) und Dieter Steinwender zunächst als Club-„Zeitschrift des ersten Computerschachclubs der Bundesrepublik“ gegründet und erschien erstmals Anfang 1983 unter dem Titel „Computerschach International“. Die Erscheinungsweise war seither zweimonatlich. Anfang 1984 wurde der Name in „Computerschach & Spiele“ geändert, bevor er Mitte 1986 mit Heft 4/1986 seine endgültige Form „Computerschach und Spiele“ erhielt. Seit 1986 wurde in CSS auch die SSDF-Rangliste veröffentlicht, die auf der Basis der Elo-Zahlen seit Jahrzehnten die maßgebliche Referenz für die relative Spielstärke von Computern darstellt.
Die letzte Papierausgabe erschien schließlich Ende 2004. Zum folgenden Jahreswechsel wurde das Magazin auf eine Online-Version umgestellt. Die Zahl der Online-Ausgaben ging seither kontinuierlich zurück. Die bislang letzten Ausgaben waren zwei Halbjahresausgaben 2008.
Die Jahrgänge der Zeitschrift 1983 bis 2000 wurden vor einigen Jahren vollständig digitalisiert und sind als DVD Chronik des Computerschachs erhältlich.

## Themen
Wie die traditionsreiche Heftserie seit 1983, deren hohe Qualität auch durch eine Reihe von internationalen Mitarbeitern wie beispielsweise Ken Thompson, David Levy, John Nunn und Christian Donninger über die vergangenen Jahrzehnte profitierte, befasst sich das Online-Magazin mit allen Aspekten des Computerschachs.
Wichtige Themen sind Schachcomputer, Computer-Schachprogramme, Computer-Schachturniere, insbesondere die Mikrocomputer-Schachweltmeisterschaft (WMCCC) und die Schachcomputer-Weltmeisterschaft (WCCC), Vergleich Mensch gegen Computer, möglichst objektive Einschätzung der Spielstärken, Erläuterungen zu Programmstrukturen, Stärken und Schwächen in den verschiedenen Partiephasen, wie Eröffnung, Mittelspiel und Endspiel, Eröffnungs- und Endspieldatenbanken, Hilfsprogramme, beispielsweise zur Auswertung von Turnieren, und so weiter. CSS veröffentlicht auch eine Rangliste (siehe Weblinks), die ähnlich wie die erwähnte SSDF-Liste die Spielstärke von Schachprogrammen angibt.
Über das Schach hinaus, gilt das Interesse des Magazins – wie bereits im Titel zum Ausdruck kommt – auch anderen Brettspielen wie Backgammon, Dame, Go und Mühle.

## Belege
1. ↑  CSS Online Abgerufen 30. Juni 2016.
2. ↑  Erste Online-Ausgabe 01/2005 (Memento vom 10. Februar 2013 im Webarchiv archive.today). Abgerufen am 30. Juli 2008.